# Terina ochricosta
Terina ochricosta är en fjärilsart som beskrevs av Hans Rebel 1914. Terina ochricosta ingår i släktet Terina och familjen mätare. Inga underarter finns listade i Catalogue of Life.